# حیا در پزشکی

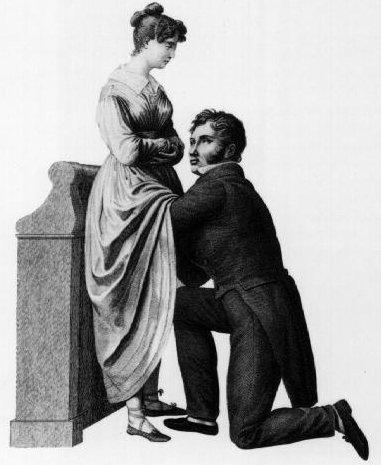
روش‌های مختلفی برای حفظ حریم خصوصی بیمار استفاده شده‌است. این نقاشی که در سال ۱۸۲۲ کشیده شده، یک روش «سازش» را نشان می‌دهد که در آن پزشک در برابر زن زانو زده‌است، اما نمی‌تواند اندام تناسلی او را ببیند.

حیا در پزشکی (انگلیسی: Modesty in medical settings) به‌رویّه‌ها و تجهیزاتی اشاره دارد که برای حفظ حیای بیمار در آزمایش‌های پزشکی و کلینیک‌ها به‌کار بسته می‌شود.